# Palazzo dei Governanti
Il palazzo dei Governanti è un edificio del centro storico di Porto Ercole, frazione del comune sparso di Monte Argentario.
Il palazzo fu costruito nella prima metà del Cinquecento come luogo di residenza portercolese dei governanti spagnoli dello Stato dei Presidi, che aveva come capitale la vicina città di Orbetello. L'originario complesso si presentava più ampio dell'attuale, a causa dei danneggiamenti apportati durante la seconda guerra mondiale nella parte posteriore.
Il palazzo dei Governanti si affaccia sulla scenografica piazza del borgo di Porto Ercole, sul lato opposto rispetto al bastione di Santa Barbara; di fronte alla facciata è collocato, sulla piazza, un pozzo-cisterna di forma circolare che, in passato, era adibito all'approvvigionamento idrico.
Il prospetto principale si articola su due livelli, con al pian terreno un pregevole porticato a tre ordini in stile tardorinascimentale attribuito a Baldassarre Peruzzi, con le tre arcate tonde spartite da lesene, con capitello affiancato da elementi decorativi floreali. Molto caratteristica è la volta a crociera che copre l'interno del porticato. Al centro, vi è un'apertura sulla parete del porticato, da cui ha origine la scalinata che conduce al piano nobile superiore dell'edificio. Quest'ultimo riprende gli elementi stilistici del sottostante porticato, con ripartizione in tre ordini verticali, con lesene che danno appoggio alle arcate tonde cieche, che delimitano gli spazi in cui si aprono le grandi finestre di forma quadrangolare. Non mancano gli elementi ornamentali floreali e, al di sopra, è presente un coronamento sommitale pregevolmente decorato.